# サッビオネータ
サッビオネータ（伊: Sabbioneta）は、イタリア共和国ロンバルディア州マントヴァ県にある、人口約4,100人の基礎自治体（コムーネ）。
ヴェスパシアーノ・ゴンザーガによって作られ、ゴンザーガ家の公国の中心であった。ヴェスパシアーノが築いた計画都市は、マントヴァの歴史地区とともに「マントヴァとサッビオネータ」の名で世界遺産リストに登録されている。

## 地理

### 位置・広がり

#### 隣接コムーネ
隣接するコムーネは以下の通り。括弧内のCRはクレモナ県所属を示す。
- カザルマッジョーレ (CR)
- コンメッサッジョ
- リヴァローロ・デル・レ・エドゥニーティ (CR)
- スピネーダ (CR)
- ヴィアダーナ

### 気候分類・地震分類
気候分類では、zona E, 2435 GGに分類される。
また、イタリアの地震リスク階級 (it) では、zona 3 (sismicità bassa) に分類される。

## 行政

### 分離集落
サッビオネータには、以下の分離集落（フラツィオーネ）がある。
- Borgofreddo, Breda Cisoni, Ca' de Cessi, Commessaggio Inferiore, Dossi, Mezzana Sant' Antonio, Ponteterra, Vigoreto Villa Pasquali

## 文化・観光
「イタリアの最も美しい村」クラブ加盟コムーネである。

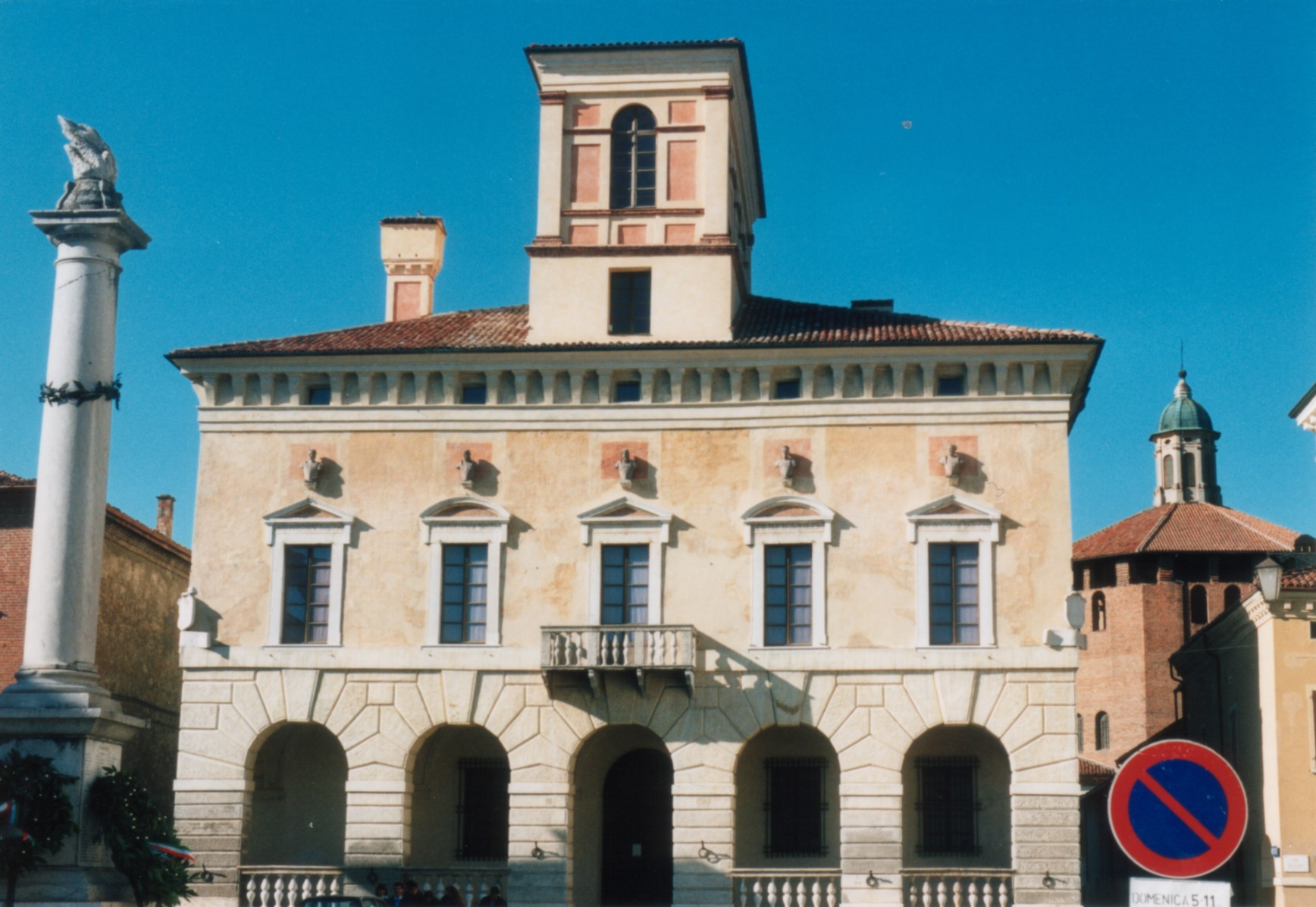
ドゥカーレ宮殿

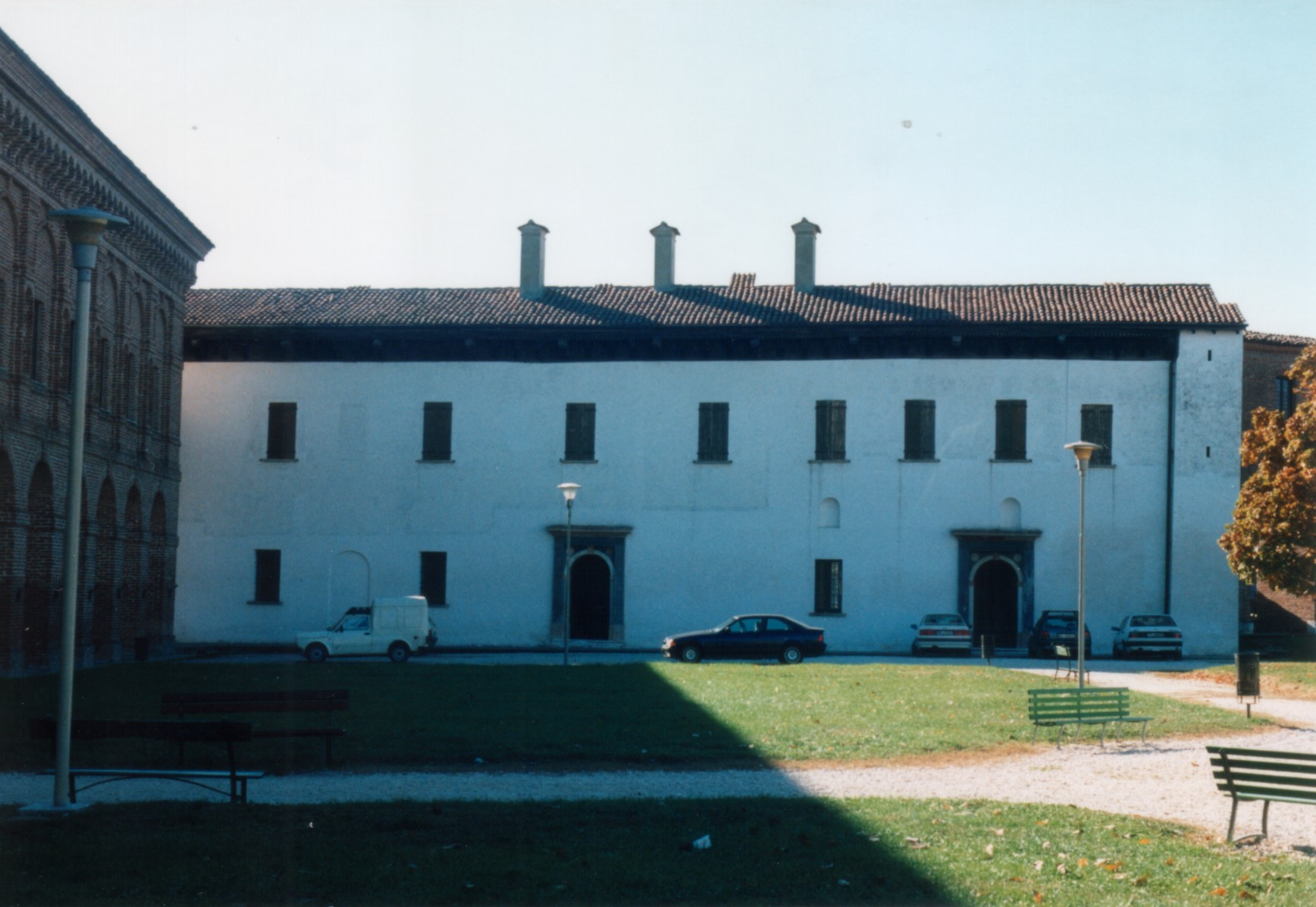
ジャルディーノ宮殿